# 虚無への供物
『虚無への供物』（きょむへのくもつ）は、日本の小説家・中井英夫の代表作とされる推理小説。1964年に単行本として刊行された。
小栗虫太郎『黒死館殺人事件』、夢野久作『ドグラ・マグラ』とともに日本探偵小説史上の三大奇書と称される。推理小説でありながら推理小説であることを拒否する反推理小説（アンチ・ミステリー）の傑作としても知られる。
福島泰樹が住職を務める法昌寺の納骨堂には分骨された中井の遺骨があり、供養塔にタイトルが掘られている。
1997年にはテレビドラマ化された。

## 成立
1955年1月、全篇の構想が細部まで浮かぶ。会員制同人誌『アドニス』に碧川潭名義で4回連載する（21号 - 23号、26号）が未完に終わる。その後、数年がかりで全体の半分まで書き上げ、「塔晶夫」の筆名で1962年の第8回江戸川乱歩賞に応募した。結果は、戸川昌子の『大いなる幻影』と佐賀潜の『華やかな死体』の二作が受賞作で、『虚無への供物』は次席にとどまった。審査員のひとりだった江戸川乱歩は、実在の小説などを参照して推理を繰り広げることから、本作を「冗談小説」と評した。その翌年には後半部まで書き上げ、2月29日に塔晶夫名義で講談社から刊行した。その1年あまり後に世を去る乱歩はすでに体が弱っていたため、全編を読んでもらうことができず、そのことを作者は後年に残念がっている。1969年に三一書房版『中井英夫作品集』に収録されて以後は、本名の中井英夫名義で刊行されている。

## あらすじ
「近く氷沼家に死神がさまよいだす」――1954年の暮れ、氷沼家の遠縁で今はパリにいるフィアンセの牟礼田俊夫からこんな予言めいた手紙をうけとった探偵作家志望の奈々村久生は、これに興味をいだき、友人の光田亜利夫にたのんで、亜利夫のゲイバー友だちである浪人生氷沼藍司を紹介してもらう。氷沼家はつい最近も、若くして当主となった蒼司の両親と、藍司の両親がともに洞爺丸沈没事故で他界したばかりだったが、もとより変死者が多い。来るべき『氷沼家殺人事件』に久生は夢中となり、亜利夫を情報収集役として氷沼家に出入りさせる。
そんなある夜、風呂場で蒼司の弟紅司が死んでいるところを発見される。現場は密室で、持病による突然死と判定されたものの、探偵趣味のある氷沼家の後見人藤木田老人は、殺人と断定。考えを同じくする久生と、さらに亜利夫と藍司も加えて4者4様、喧々諤々の推理を披露しあう。
続いて関係者一堂による徹夜麻雀の朝、途中で抜けて就寝した橙二郎（蒼司の叔父）がガス中毒により死んでいるのが発見される。さらに橙二郎の長男緑司も死産したことが判明し、蒼司たちの大叔母の綾女も老人ホームの火事で焼死する。帰朝した牟礼田は、これだけ意味のない死ばかりが連続すると、意図の存在する殺人のほうがまだましだと考えてしまうのも無理はないといいつつ、紅司、橙二郎も単に病死、事故死だったのではないかと久生、亜利夫、藍司たちを諭す。（※ここまでが江戸川乱歩賞に応募された）
しかし、牟礼田が架空の人物と考えていた紅司の同性の愛人鴻巣玄次なる男が、本名は別ながら下町に実在していて、その男は、氷沼家と親しい家屋ブローカーの八田の義弟であり、しかもその男が両親殺しで自殺するという事件がおこり、青年たちの推理もいよいよ衒学の迷宮にはいりこむ。
牟礼田は、ゲイバーの踊り子おキミちゃんこと広島で被爆して死んだと思われた黄司、それとその実父である八田が犯人であるという小説『凶鳥の死』を披露し、その突拍子のなさのために久生たちに呆れられるが、実はこの小説こそ真犯人をせめてもの友情と同情のため明言しないながら、それを暗示したものなのであった。久生もそれに気づき、藍司が犯行のたびに口ずさんでいたシャンソンの歌詞から、藍司が犯人であると指摘する。しかし『凶鳥の死』などから真犯人を見抜いていたのは藍司と亜利夫のほうであった。
真犯人は蒼司であり、共犯者としておキミちゃんが手なずけられていたのであった。ただし意図的に殺したのは橙二郎だけであり、紅司はやはり突然死で、ただそれを密室の現場に置いたのは蒼司であった。蒼司は、愛する父の無残、無意味な事故死を、意味あるものに変えなければ耐えられなかったゆえの計画だったと告白するが、それからは他の別の事件もすべて自分が犯人であるかのように思えた。ならば、殺人事件を期待していた久生や亜利夫だけでなく、人の不幸を高見している現代日本人もまた犯人であったのではないかと告発する。

## 登場人物

### 氷沼家
氷沼 蒼司（ひぬま そうじ）
氷沼家の実質的当主。光田亜利夫と同じ中・高・大一貫校の一年後輩にあたる。1955年時点で数え27歳。紫司郎の長男。大学院で数学を専攻していたが、教授と衝突し退学。現在は無職。性格は冷静。4月18日生まれ。名の由来は4月の誕生石・ダイヤモンドのブルーホワイト。
氷沼 紅司（ひぬま こうじ）
蒼司の1つ違いの弟。7月12日生まれ。早稲田大学の英文科学生。『凶鳥の黒影』という探偵小説を構想している。性格は癇症。名の由来は7月の誕生石・ルビーの鳩血色（ピジョン・ブラッド）。
氷沼 藍司（ひぬま あいじ）
蒼司、紅司の従弟。菫三郎の息子。愛称は藍ちゃん。東京大学を目指す受験生で、両親が洞爺丸沈没でなくなったので函館から出てきて蒼司の家（祖父の建てた家）に同居している。ガールフレンドがいるがゲイ・バーにも顔を出している。性格は穏健。名の由来は9月の誕生石・サファイア。
氷沼 橙二郎（ひぬま とうじろう）
蒼司、紅司の叔父（藍司の伯父）。虚弱体質。漢方医。名の由来は8月の誕生石・サードニクス。
氷沼 紫司郎（ひぬま しじろう）
蒼司、紅司の父。在野の植物研究者。洞爺丸沈没事故で妻とともに溺死。名の由来は2月の誕生石・紫水晶。
氷沼 菫三郎（ひぬま きんざぶろう）
蒼司、紅司の叔父。藍司の父。函館在住。洞爺丸沈没事故で妻とともに溺死。
氷沼 緑司（ひぬま りょくじ）
生まれたばかりの橙二郎の息子。
氷沼 朱美（ひぬま あけみ）
紫司郎の妹。黄司の母。原爆により広島で死亡。
氷沼 黄司（ひぬま おうじ）
朱美の息子だが、戸籍上は蒼司、紅司の弟となっている。原爆により広島で死亡したとされている。名の由来は11月の誕生石・トパーズ。
氷沼 誠太郎（ひぬま せいたろう）
蒼司、紅司の曾祖父。クラーク博士の通訳だったが、クラークが去ったあと、かの地でアイヌ民族を弾圧したと言われている。その後、狂死。
氷沼 光太郎（ひぬま こうたろう）
蒼司、紅司の祖父。宝石商。函館大火で焼死。
薗田 綾女（そのだ あやじょ）
旧姓氷沼。光太郎の妹。90歳近い老人。老人ホームに入っている。現在、氷沼家とは疎遠。

### 探偵役
奈々村 久生（ななむら ひさお）
探偵に憧れていると同時に探偵小説家志望のラジオ・ライター。奈々 緋紗緒（なな ひさお）の芸名でシャンソン歌手もしている。お嬢さん育ちながら好奇心旺盛なはねっかえり。愛称は奈々。モデルは歌人の尾崎左永子。名前は作者中井英夫の敬愛する小説家久生十蘭から。
光田 亜利夫（みつた ありお）
久生の友人。久生にワトソン役に指名されたが、その後、自然と探偵役のひとりに。藍司と同じく、完全な同性愛者ではないが、ゲイ・バーに出入りしている。愛称はアリョーシャ。
牟礼田 俊夫（むれた としお）
久生のフィアンセ。紫司郎の妻の実家の親類。現在はパリで新聞の支局員を兼ね通信マスコミ関係の仕事をしているが、久生との結婚式を挙げるために長期休暇を取り帰朝したところ、素人青年探偵たちのリーダー的存在となる。長身で頭脳明晰。
藤木田 誠（ふじきだ まこと）
亡き氷沼光太郎の旧友で、氷沼家の家老ともいえる後見人。久生と同じく探偵趣味がある。一人称はミイ。

### その他
八田 晧吉（はった こうきち）
氷沼家に親しく出入りしている家屋ブローカー。大阪人。かつては朱美の崇拝者だった。
嶺田医師
光太郎の代からの氷沼家の主治医。
爺や
光太郎の代からの氷沼家の使用人。分裂症の傾向があったが、もっとも愛していた紅司が死んで発病。精神病院にはいる。
鴻巣 玄次（こうのす げんじ）
紅司の日記に出てくる同性愛のサディストの電気工。存在が疑われていたが、川野元晴という八田晧吉の義弟が、この名を名乗って本郷動坂上のアパートに住んでいたことがわかる。
浜中 鷗二（はまなか おうじ）
鴻巣 玄次のアパートの隣人。
おキミちゃん
ゲイバー「アラビク」の踊り子。本名は斉藤敬三。
月原 伸子
藍司のガールフレンドで、同い年の東大受験生。愛称はルナ。

## 作中で触れられているシャンソン
- 「恐い病気よりまし（Ça vaut mieux que d'attraper la scarlatine）」 - シュザンヌ・デーリー（Suzanne Dehelly）
- 「アルフォンソ（Alfonso）」 - リーヌ・クレヴェール（Lyne Clevers）
- 「タ・マ・ラ・ブム・ディ・エ（Ta ma ra boum di hé）」- ジェルメエヌ・モンテロ（Germaine Montero）
- 「小さなひなげしのように（Comme un p'tit coquelicot）」- ムルージ（Marcel André Mouloudji）
- 「ラ・ダダダ（LA DA DA DA）」- リーヌ・クレヴェール（Lyne Clevers）
- 「アリババ（Ali-Baba）」- リーヌ・クレヴェール（Lyne Clevers）
- 「コンガ・ブリコティ（La Conga Blicoti）」- ジョセフィン・ベーカー（Josephine Baker）
- 「紅いさくらんぼと白い林檎の木（Cerisier rose et pommier blanc）」- アンドレ・クラヴォー（André Claveau）
- 「セレソ・ローサ（Cerezo rosa）」- ペレス・プラード楽団（Pérez Prado & His Orchestra）
- 「ガレリアン（Le Galérien）」- イヴ・モンタン（Yves Montand）
- 「ルナ・ロッサ（Luna rossa）」- ティノ・ロッシ（Tino Rossi）
- 「小さなひなげしのように（Comme un p'tit coquelicot）」- シャンソンの仲間（Les Companons de la chanson）
- 「ムッシュウ・ルノオブル（Monsieur Lenoble）」- エディット・ピアフ（Édith Piaf）
- 「紅いさくらんぼと白い林檎の木（Cerisier rose et pommier blanc）」- ティノ・ロッシ（Tino Rossi）

（登場順）

## 書誌
- 塔晶夫『虚無への供物』講談社、1964年2月29日。[7]
- 中井英夫 著、齋藤愼爾 編『中井英夫作品集』三一書房、1969年10月31日。[7]
- 中井英夫 著、松本清張; 中島河太郎; 佐野洋 編『現代推理小説大系 別巻1 中井英夫』講談社、1973年9月18日。[7]
- 中井英夫『虚無への供物』講談社〈講談社文庫〉、1974年3月15日。[7] - ここまでは再刊ごとに加筆修正が行われている。
- 中井英夫『中井英夫作品集 第X巻 死』三一書房、1987年6月30日。[7]
- 中井英夫『中井英夫全集 1 虚無への供物』東京創元社〈創元ライブラリ〉、1996年12月10日。ISBN 4-488-07011-6。[7]
- 塔晶夫『虚無への供物』東京創元社、2000年2月。ISBN 4-488-02362-2。[7]
- 中井英夫『新装版 虚無への供物 上』講談社〈講談社文庫〉、2004年4月。ISBN 4-06-273995-X。
- 中井英夫『新装版 虚無への供物 下』講談社〈講談社文庫〉、2004年4月。ISBN 4-06-273996-8。[7]

## テレビドラマ
『薔薇の殺意〜虚無への供物』（ばらのさつい きょむへのくもつ）のタイトルで1997年1月26日から3月2日まで、NHK-BS2の「BS日曜ドラマ」枠において全6話でテレビドラマ化された。同年9月21日から10月5日、NHK総合でも「ミッドナイトチャンネル・ドラマ」枠で3回シリーズとして放送された。2012年現在、DVD化などはされていないが、CS放送などで再放送されることがある。

### キャスト
- 深津絵里 - 奈々村久生
- 仲村トオル - 氷沼蒼司（氷沼家長男）
- 遠藤雅 - 氷沼藍司
- 川本淳一 - 氷沼紅司
- 佐々木すみ江 - 川西かつ江（氷沼家の女中）
- 北村和夫 - 藤木田誠
- 吹越満 - 牟礼田俊夫（久生の婚約者）
- 小嶺麗奈
- 國村隼 - 八田皓吉
- 片桐千里[注釈 2] - 緑司の実母
- 塩見三省 - 氷沼橙二郎（蒼司の叔父）
- 村松克己 - 氷沼紫司郎（蒼司の父）
- 余貴美子 - 氷沼朱美（蒼司の叔母）

### スタッフ
- 演出 - 平山秀幸
- 脚本 - 奥寺佐渡子
- オープニングソング - シャルル・トレネ「ラ・メール」
- 製作会社 - NHK（共同制作・ケイファクトリー、NHKエンタープライズ21）

### 放送日程
| 各話   | 放送日  | サブタイトル |
| ------ | ------- | ------------ |
| 第1話  | 1月26日 | 紅い月       |
| 第2話  | 2月02日 | 橙の誕生     |
| 第3話  | 2月09日 | 蒼い蕾       |
| 第4話  | 2月16日 | 黄の部屋     |
| 第5話  | 2月23日 | 藍の行方     |
| 最終話 | 3月02日 | 白い旅路     |